# 216 TCN
216 TCN là một năm trong lịch La Mã. 